# Neu Kaliß
Neu Kaliß est une municipalité allemande du land de Mecklembourg-Poméranie-Occidentale et de l'arrondissement de Ludwigslust-Parchim.

## Personnalités
- Sigrun Wodars (1965-), championne olympique du 800 m en 1988, née à Neu Kaliß.